# Werewolf by Night
Werewolf by Night (br: Lobisomem na Noite; prt: Werewolf By Night: Lobisomem) é um especial de televisão estadunidense de 2022 dirigido por Michael Giacchino e escrito por Heather Quinn e Peter Cameron para o Disney+, baseado no personagem Lobisomem, da Marvel Comics. É o primeiro Marvel Studios Special Presentation do Universo Cinematográfico Marvel (MCU), compartilhando continuidade com os filmes da franquia. O especial é produzido pelo Marvel Studios e acompanha um grupo secreto de caçadores de monstros competindo por uma poderosa relíquia enquanto enfrentam um monstro perigoso.
Gael García Bernal estrela o especial como Jack Russell / Lobisomem, junto com Laura Donnelly e Harriet Sansom Harris. O desenvolvimento do especial começou em agosto de 2021, com a escalação de Bernal em novembro. Giacchino entrou em março de 2022, antes do início das filmagens no final daquele mês em Atlanta, Geórgia, e concluído no final de abril. O especial foi anunciado oficialmente em setembro de 2022, quando Giacchino revelou que também estava compondo a trilha.
Werewolf by Night foi lançado no Disney+ em 7 de outubro de 2022, como parte da Fase Quatro do UCM. O especial recebeu avaliações positivas da crítica, com elogios por seu uso de efeitos práticos, a cinematografia em preto e branco, performances (particularmente Bernal e Donnelly), direção e trilha sonora de Giacchino, e sua história, com muitos notando a diferença de produções anteriores do UCM, embora alguns criticassem seu curto tempo duração e personagens.

## Enredo
Após a morte de Ulysses Bloodstone, o caçador de monstros Jack Russell é convocado pela viúva de Ulysses, Verussa, para a Mansão Bloodstone, onde ele e outros caçadores de monstros são escolhidos para participar de uma caçada para determinar o novo líder que empunhará a relíquia Pedra de Sangue. A filha distante de Ulisses, Elsa, chega para tomar posse da relíquia, apesar de Verussa ser contra.
A caçada começa na área do labirinto da mansão com a relíquia implantada no monstro capturado. Após seu encontro com Elsa, Jack encontra o monstro capturado que por acaso é um amigo que ele está procurando para resgatar. Jack se separa do monstro e se reúne com Elsa escondida em uma tumba. Os dois concordam em trabalhar juntos para libertar o monstro, chamado Ted, e obter a relíquia para Elsa. Jack destrói uma parede para Ted escapar para a floresta enquanto Elsa consegue retirar a relíquia do monstro. A própria relíquia reage a Jack, indicando que ele é um monstro, quando Verussa e os caçadores restantes chegam ao local.
Verussa prende Jack e Elsa em uma jaula e começa seu encantamento com a relíquia para revelar a verdadeira natureza de Jack. Jack se transforma em um lobisomem antes de atacar Verussa e seus capangas. Elsa escapa da jaula e mata os caçadores, mas é atacada por Jack após resgatá-lo do ataque de Verussa, mas ele foge após reconhecê-la. Verussa, furiosa, tenta matar Elsa, mas é atacada por Ted, que a desintegra antes de sair para encontrar Jack. Enquanto Elsa herda a mansão, Jack e Ted se encontram na floresta.

## Elenco
- Gael García Bernal como Jack Russell / Lobisomem:
Um caçador de monstros que foi afligido por uma maldição que o transforma em um lobisomem.[3] Bernal ficou intrigado com "a ideia de toda a tapeçaria de uma vida" para Russell e o que significava para ele se transformar em lobisomem.[4] Para se preparar para o papel, Bernal leu sobre a mitologia do lobisomem e criaturas meio humanas de várias culturas ao redor do mundo, além de ler quadrinhos com o personagem e assistir filmes de terror antigos.[5] Inicialmente, Bernal levou quatro horas para vestir a fantasia e fazer a maquiagem de lobisomem, com o tempo se tornando "bastante rápido" no final das filmagens.[6]
- Laura Donnelly como Elsa Bloodstone:
A filha distante de Ulisses que não gosta da tradição de sua família de caçar monstros.[7] Donnelly foi atraída pela capacidade de luta da personagem e por ser capaz de fazer o trabalho de dublê associado às suas cenas de ação.[8] O diretor Michael Giacchino não queria que a versão da personagem do UCM fosse hipersexualizada como a versão dos quadrinhos, nem que ela empunhasse armas. Ele continuou: "Eu queria que ela fosse foda, é claro, mas eu queria que ela fosse inteligente, eu queria que ela fosse vulnerável, eu só queria que ela fosse uma pessoa real", que ele acreditava que Donnelly encarnava "da melhor maneira possível".[9]
- Harriet Sansom Harris como Verussa Bloodstone: A viúva de Ulisses e madrasta de Elsa, líder de um grupo secreto de caçadores de monstros.[10][11] Harris disse que Verussa estava "muito interessada no controle" e com a morte de Ulysses, é capaz de entrar em um papel mais proeminente e poderoso.[11]

Os caçadores de monstros adicionais incluem Kirk Thatcher como Jovan, Eugenie Bondurant como Azarel, Leonardo Nam como Liorn e Daniel J. Watts como Barasso. Al Hamacher aparece como Billy Swan, o servo dos Bloodstones; Carey Jones interpreta a critatura do pântano Ted / Homem-Coisa, com o editor do especial Jeffrey Ford fornecendo as vocalizações adicionais; David Silverman aparece como o tocador de tuba flamejante; Rick Wasserman narra a sequência de abertura do especial; e Richard Dixon dubla Ulysses Bloodstone, o falecido pai caçador de monstros de Elsa que originalmente empunhava a Pedra de Sangue e se tornou um cadáver falante, e Erik Beck como marionetista do boneco.

## Produção

### Desenvolvimento
O personagem Lobisomem da Marvel Comics foi planejado para ter um longa-metragem em maio de 2001, sendo licenciado pelo Marvel Studios e distribuído pela Dimension Films, com uma história desenvolvida por Avi Arad do Marvel Studios, Kevin Feige e Ari Arad. Hans Rodionoff estava escrevendo o roteiro em junho de 2002, seguindo vários rascunhos de John Fasano, e a Crystal Sky Pictures foi contratada para co-produzir o filme. Em fevereiro de 2003, Robert Nelson Jacobs estava escrevendo o filme, com Steven Paul e Patrick Ewald, produzindo para Crystal Sky, ao lado de Brad Weston e Nick Phillips para Dimension Films. No início de março de 2004, o projeto foi anunciado no American Film Market para distribuição, e em novembro, a Crystal Sky estava se preparando para rodar o filme no Reino Unido nos seis meses seguintes. Em novembro, a Crystal Sky planejava anunciar um diretor e o elenco em breve, e começar a filmar em 2006, mas isso não se concretizou. O Marvel Studios pretendia usar o personagem em um projeto do Universo Cinematográfico Marvel (MCU) já em fevereiro de 2019, quando Kevin Smith foi informado de que não poderia apresentar o Lobisomem em sua então planejada série animada Howard the Duck, da Marvel Television, devido os próprios planos do Marvel Studios. Além disso, Howard the Duck junto com M.O.D.O.K. (2021), Hit-Monkey (2021) e Tigra & Dazzler foram planejados para levar ao evento de crossover The Offenders, que teria sido intitulado The Offenders: Giant Sized Man Thing, com todos os personagens encontrando o monstro do pântano Homem-Coisa; o crossover foi cancelado em parte, mais uma vez por causa dos planos da Marvel Studios para o personagem.
Em agosto de 2021, o Marvel Studios estava desenvolvendo um especial de televisão com tema de Halloween para o Disney+ que seria centrado no Lobisomem, embora não estivesse claro se a versão que seria apresentada seria a de Jack Russell ou Jake Gomez. No início do mês, o Production Weekly havia incluído um projeto do Lobisomem em seu relatório de próximos projetos em desenvolvimento. Michael Giacchino foi contratado para dirigir o especial de uma hora em março de 2022, depois de compor a trilha de vários filmes do UCM, e ser especulado que estaria dirigindo um projeto da Marvel para o Disney+ desde dezembro de 2021; Giacchino dirigiu anteriormente o curta-metragem Monster Challenge (2018) e o episódio "Ephraim and Dot" da série animada Star Trek: Short Treks (2019). Quando Feige perguntou a Giacchino com qual propriedade da Marvel Comics ele queria trabalhar, o produtor ficou inicialmente surpreso ao ouvir o interesse de Giacchino no Lobisomem, mas ficou entusiasmado depois de discutir suas ideias. O projeto estava sendo referido por alguns como Werewolf By Night, embora o The Hollywood Reporter tenha notado que teria um título diferente.  Giacchino confirmou que estava dirigindo o especial em junho de 2022, chamando-o de um processo agradável, mas “desafiador”.
Em setembro de 2022, a Marvel Studios revelou oficialmente o especial, intitulado Werewolf by Night. O especial foi descrito como a "primeira apresentação especial da Marvel Studios", e foi comercializado como A Marvel Studios Special Presentations; tem 53 minutos de duração. Não havia uma definição para quanto tempo o especial deveria durar, mas todos os criativos acreditavam que deveria durar cerca de uma hora. Giacchino abordou o especial como um episódio de The Twilight Zone, em que apresentaria "uma noite na vida de [Jack Russell e Elsa Bloodstone], e ver o que acontece". Isso permitiu que eles evitassem a necessidade de cobrir mais uma história de origem do que o necessário, ou configurar o que aconteceria após os eventos do especial. Feige, Stephen Broussard, Louis D'Esposito, Victoria Alonso e Brad Winderbaum são os produtores executivos.

### Roteiro
Heather Quinn e Peter Cameron co-escreveram o roteiro; Quinn escreveu anteriormente para Hawkeye (2021) e Cameron escreveu para as séries WandaVision (2021) e Moon Knight (2022). Quinn foi convidada a participar do especial enquanto trabalhava no set de Hawkeye no início de 2021. Ela trabalhou junto com Giacchino para criar a história do especial.
Giacchino disse que o especial foi inspirado em filmes de terror das décadas de 1930 e 1940, comparando-o ao filme Poltergeist (1982), que foi uma grande influência para o especial, em que teria "o nível certo de sustos". Outra sinspirações incluem The Twilight Zone, King Kong (1933) e The Wolf Man (1941), com Giacchino chamando Werewolf by Night de uma "carta de amor" para essas inspirações de terror. Além disso, Giacchino tentou abordar o especial com um "centro moral" além de "apenas sangue e tripas". O Disney+ afirmou que o especial "evocaria uma sensação de pavor e macabro, com muito suspense e sustos ao longo do caminho". Feige chamou o especial de "divertido", acrescentando que também era "um pouco mais sombrio [e] um pouco mais assustador" do que outros conteúdos do estúdio. Elementos do personagem Lobisomem foram alterados dos quadrinhos para permitir que a história funcionasse em uma ambientação mais moderna. O especial também apresenta a criatura do pântano Homem-Coisa, por sugestão de Feige. O Homem-Coisa é apenas referido como Ted em Werewolf by Night, com Giacchino querendo chamá-lo por seu nome real como "uma maneira de humanizá-lo". Também houve considerações para se referir a ele como um "Homem-Coisa Gigante" (uma referência a um de seus títulos dos quadrinhos), mas este e outros "nunca pareceram muito certos" e pareciam "um pouco atrevidos".
Giacchino havia assumido que Werewolf by Night seria classificado como TV-MA devido ao uso de sangue e os elementos de susto, mas sentiu que era em preto e branco, que ajudou o especial a ser classificado como TV-14. Werewolf by Night não fornece detalhes exatos sobre como ele se encaixa no UCM, mas Giacchino o descreveu como "dentro do reino" do UCM. Ele acrescentou que "não era importante" mostrar "onde, quando, como" Werewolf by Night se encaixa no UCM. A introdução do especial fornece contexto de como os monstros existiam anteriormente no UCM, apesar de nenhuma menção anterior, da mesma forma que o filme Eternals (2021) elaborou os Eternos na história do UCM. Giacchino tem "uma ideia muito específica" de como o especial se encaixa no UCM que ele usou como referência pessoal ao fazer o especial, mas não discutiu isso com a Marvel Studios. O especial é em grande parte uma história independente dentro do UCM, sem aparições de personagens estabelecidos, embora tenha havido alguma consideração para incluir Blade.

### Elenco
Uma busca por um ator latino na casa dos 30 anos para interpretar o papel principal no especial estava em andamento no final de agosto de 2021, com Gael García Bernal escalado para o papel em novembro. Em janeiro de 2022, Laura Donnelly foi escalada para um papel não revelado. Bernal e Donnelly não tiveram que fazer teste, com Giacchino entrando diretamente em contato com Bernal e escolhendo Donnelly, já que ele era fã de seus trabalhos anteriores. Em setembro, Bernal e Donnelly foram confirmados respectivamente como Jack Russell / Lobisomem e Elsa Bloodstone. O elenco adicional inclui Harriet Sansom Harris como Verussa Bloodstone, Al Hamacher como Billy Swan, Eugenie Bondurant como Azarel, Kirk R. Thatcher como Jovan, Leonardo Nam como Liorn, Daniel J. Watts como Barasso, Carey Jones como Ted / Homem-Coisa, com o editor do especial Jeffrey Ford fornecendo vocalizações adicionais, e Richard Dixon dando voz a Ulysses Bloodstone. Jovan foi vagamente baseado e inspirado no personagem dos quadrinhos Joshua Kane.

### Design
Maya Shimoguchi é a designer de produção, depois de trabalhar anteriormente na série Hawkeye. Antes disso, ela também foi diretora de arte supervisora do filme Thor (2011). Shimoguchi criou "um ambiente ricamente texturizado" de concreto para a rotunda e o jardim que evocavam o filme noir. O afresco no corredor da Mansão Bloodstone que fazia referência à história dos monstros no UCM foi inspirado na Tapeçaria de Bayeux.
Para o design do lobisomem no especial, Giacchino gostou de poder ver o rosto e os olhos de um ator nos designs de filmes mais antigos, como Werewolf of London (1935), já que "mantiveram as qualidades humanas", com Werewolf by Night parecendo mais com Larry Talbot / Lobisomem de The Wolf Man do que um design mais monstruoso criado através de CGI em filmes mais modernos. Mayes C. Rubeo é a figurinista, depois de também trabalhar em Thor: Ragnarok (2017), WandaVision (2021) e Thor: Love and Thunder (2022).

### Filmagens
As filmagens estavam programadas para começarem no final de março de 2022 no Trilith Studios em Atlanta, Geórgia, sob o título Buzzcut, e começaram em 29 de março. Zoë White é a diretora de fotografia. Anteriormente as filmagens deveriam começar em fevereiro e durariam um mês, até março. Werewolf by Night utilizou muitos efeitos práticos, como a transformação de Jack em um lobisomem. O supervisor de efeitos visuais Joe Farrell ajudou nisso, o que "levou meses para projetar e descobrir" como executar. A transformação é vista principalmente da perspectiva de Elsa, o que foi feito porque Giacchino sentiu que seria mais assustador se a transformação não fosse totalmente mostrada para o público. Os únicos elementos CGI foram as barras da gaiola, pois as mais práticas tiveram que ser removidas ao fotografar para obter a projeção de sombra adequada do projetor. Outra técnica prática utilizada foi filmar vários momentos ao contrário para depois serem revertidos durante a edição, como Verussa sendo agarrada pelo lobisomem; a atriz Samson foi filmada começando contra a gaiola e depois foi puxada para longe dela.
O Homem-Coisa foi realizado através de uma combinação do ator Carey Jones em um traje prático, animatrônicos, efeitos práticos e CGI. O Grupo KNB EFX criou todos os monstros e animatrônicos práticos para o especial, incluindo um animatrônico prático do Homem-Coisa em tamanho real que foi usado como referência no set. Giacchino observou que os outros monstros no especial foram criados com efeitos práticos, e que os elementos CGI foram usados apenas para o Homem-Coisa porque eles não seriam capazes de criá-lo sem eles, embora eles tenham tentado usar o animatrônico em todo o especial. Ulysses Bloodstone era um boneco animatrônico, que veio por sugestão de Cameron no final do processo de produção. Alguns dos "elementos mais brutais" do especial e suas sequências de luta foram concebidos no dia das filmagens. A luta entre os guardas e o lobisomem foi filmada em plano-sequência, com os dublês na cena precisando apenas de duas tomadas para isso. As filmagens duraram 12 dias, e terminaram no final de abril.

### Pós-produção
Jeffrey Ford é o editor do especial, depois de trabalhar anteriormente em outras produções do UCM. O especial foi filmado em cores e as primeiras edições também foram em cores. Giacchino esperava poder lançá-lo em preto e branco e, eventualmente, criou um corte em preto e branco para mostrar a Feige; ele explicou que a Marvel Studios estava a bordo com o especial sendo em preto e branco depois que o viram dessa maneira, observando que era "a coisa certa a fazer pelo espírito da história que estávamos contando". O co-produtor executivo Brian Gay observou ainda que a cinematografia em preto e branco prestava homenagem a filmes clássicos de monstros e enfatizou a singularidade do especial compara a outras propriedades do UCM. O fim do especial mostra a transição para o colorido, com Giacchino fazendo isso para mostrar que "o pesadelo acabou" para Elsa e "as coisas estão mudando e evoluindo e esperamos que o futuro seja um lugar mais brilhante". Os efeitos visuais foram criados por JAMM, Zoic Studios, Base FX, SDFX Studios e Digital Domain.

## Trilha sonora
Giacchino também compôs a trilha do especial, além de dirigir, e escreveu o tema do especial antes das filmagens, permitindo que ele o modificasse durante esse processo. Ele apresentava trechos musicais durante a reunião de pré-produção ou antes das filmagens para ajudar a transmitir o tom que ele estava imaginando para o que estava sendo discutido. Grande parte da partitura foi composta enquanto Giacchino editava o especial, o que lhe permitiu apresentar novas ideias a Ford no momento, que posteriormente sugeriu outra edição baseada nessa nova música. O especial também contou com as músicas "I Never Had a Chance" de Irving Berlin, "Wishing (Will Make It So)" de Vera Lynn e "Over the Rainbow" de Judy Garland.

A trilha sonora do especial foi lançada digitalmente pela Marvel Music e pela Hollywood Records em 7 de outubro, com quatro faixas adicionais lançadas em 27 de outubro de 2022 como parte de uma edição atualizada do álbum da trilha sonora.
| Marvel Studios' Werewolf by Night (Original Soundtrack) |                                  |         |  |
| N.º                                                     | Título                           | Duração |  |
| 1.                                                      | "A Marvel Special Presentation"  | 0:12    |  |
| 2.                                                      | "Mane Title"                     | 3:02    |  |
| 3.                                                      | "Hall of Shame"                  | 1:00    |  |
| 4.                                                      | "Ulysses’s Rant"                 | 3:24    |  |
| 5.                                                      | "There Is No Peace Without Tuba" | 4:17    |  |
| 6.                                                      | "Scot Free"                      | 0:47    |  |
| 7.                                                      | "A Farewell to Arm"              | 3:27    |  |
| 8.                                                      | "Cryptic Messages"               | 0:59    |  |
| 9.                                                      | "Tales from the Crypt"           | 2:29    |  |
| 10.                                                     | "Elsa's Ted Talk"                | 3:17    |  |
| 11.                                                     | "Beach Blanket Betrayal"         | 3:23    |  |
| 12.                                                     | "Where's Wolf"                   | 4:01    |  |
| 13.                                                     | "I Don't Know Jack"              | 3:12    |  |
| 14.                                                     | "Mane on Ends"                   | 1:58    |  |
| 15.                                                     | "End Shredits"                   | 4:21    |  |
| 16.                                                     | "Mane Theme – Piano Arrangement" | 1:35    |  |
| Duração total:                                          | Duração total:                   | 41:25   |  |

## Marketing
O trailer e o pôster do especial foram revelados na D23 Expo 2022. O trailer chamou a atenção por ser em preto e branco e ter outros elementos do filme parecidos com filmes de terror clássicos. Maggie Boccella, do Collider, sentiu que o trailer foi "apresentado como um filme de terror da velha escola", comparando-o com as obras de Lon Chaney e Bela Lugosi, ambos atores conhecidos principalmente por seus papéis em filmes de terror. Amanda Lamadrid, da Screen Rant, chamou o trailer de "chocante e único", dizendo que mostra a Marvel "se concentrando no fator grito vintage", acrescentando que o especial parece "diferente de qualquer projeto anterior do UCM".

## Lançamento
Werewolf by Night foi lançado no Disney+ em 7 de outubro de 2022. Uma exibição especial ocorreu em 25 de setembro de 2022, no Fantastic Fest em Austin, Texas, e em 6 de outubro de 2022, no Hollywood Forever Cemetery, como parte de um evento com tema de Halloween do Disney+ chamado "Hallowstream", junto com o episódio "All-New Halloween Spooktacular!", de WandaVision (2021). Uma exibição adicional ocorreu em 13 de outubro de 2022 no New Beverly Cinema, com o especial sendo apresentado em filme de 35 mm. Faz parte da Fase Quatro do UCM.

## Recepção

### Avaliação do público
De acordo com o TV Time da Whip Media, Werewolf by Night foi o melhor filme de streaming para os espectadores nos Estados Unidos para o fim da semana de 9 de outubro de 2022, o segundo mais transmitido para o fim da semana de 16 de outubro, o terceiro maior para o fim da semana de 23 de outubro, e o sexto maior para o fim da semana de 30 de outubro.

### Resposta da crítica
O Rotten Tomatoes, site agregador de avaliações, reportou 91% de aprovação, com pontuação média de 7,60/10, com base em 98 avaliações. O consenso dos críticos do site diz: "Um fio assustador contado com economia tensa, Werewolf by Night é uma entrada de destaque da Marvel que prova Michael Giacchino tão atmosférico e habilidoso como diretor quanto compositor". O Metacritic, que usa uma média ponderada, atribuiu ao especial uma pontuação de 69 de 100 com base em 17 avaliaçõs, indicando "críticas geralmente favoráveis".
Jordan Moreau, da Variety, chamou Werewolf by Night de "um primeiro esforço triunfante em esquecer as capas e o spandex e mergulhar em mais território de gênero para a Marvel" e gostou da introdução de Jack Russell e Elsa Bloodstone no UCM, notando particularmente a aparência do Homem-Coisa, que ele chamou de "MVP" do especial, embora achou que os outros personagens eram esquecíveis. Moreau não gostou tanto da aparência do lobisomem, desejando que fosse mais "intimidante ou pesado" como criaturas de outros filmes de monstros. Escrevendo para o The Hollywood Reporter, Daniel Feinberg disse: "Com apenas 52 minutos e decididamente leve no enredo e nos personagens coadjuvantes, é uma coisa leve, mas bastante divertida, elevada acima de ser um mero exercício de estilo pelas performances principais de Gael Garcia Bernal e Laura Donnelly". Ele aplaudiu o design da mansão Bloodstone e as "homenagens assustadoras vintage", mas desejou que Giacchino e White tivessem "empurrado os extremos da estética ainda mais" do que eles fizeram. Feinberg chamou a trilha de Giacchino de "o elemento de destaque que une tudo". Em sua crítica para a Rolling Stone, David Fear disse que "Werewolf by Night parece menos um desvio de franquia do que uma divertida viagem de um dia ao território de um gênero anteriormente não pisado". Ele continuou dizendo que a direção de Giacchino tinha "um grande senso de como manter um clima sem perder o impulso" e elogiou a cinematografia e a transformação de lobisomem de Jack.
Chris Evangelista, do /Film, deu a Werewolf by Night uma nota 7 de 10, descrevendo o especial de televisão como "uma homenagem rápida, violenta e engraçada aos filmes de monstros, e é perfeito para o Halloween". Ele elogiou o uso de efeitos práticos para o retrato do lobisomem em oposição ao CGI e aos estilos de cinematografia em preto e branco. Germain Lussier, do Gizmodo, descreveu o especial como "um curta bonito, exagerado e divertido que funcionaria mesmo que não tivesse nada a ver com a Marvel". Ele sentiu que o ritmo do especial impediu que pudesse absorver completamente todos os personagens e encontros apresentados. Marisa Mirabal, do IndieWire, deu uma nota "B+" ao especial, apreciando o trabalho de design de Shimoguchi e White, a "trilha maior que a vida" de Giacchino e o uso de efeitos práticos. Embora ela tenha ficado impressionada com o equilíbrio de violência e comédia no especial, juntamente com um enredo "apertado e conciso", ela observou que, devido ao seu curto tempo de execução, "os personagens não puderam ser totalmente desenvolvidos e explorados".

## Documentário especial
Em setembro de 2022, um documentário para Werewolf by Night foi anunciado pela Marvel Studios Unscripted Content e pelo irmão de Michael Giacchino, Anthony, que atuou como roteirista e diretor. O documentário, intitulado Director by Night, mostra os bastidores da produção de Werewolf by Night e explora o estilo, visão e sonho de Michael Giacchino para dirigir, e inclui filmagens de 8 mm que Giacchino filmou em sua infância. Director by Night foi lançado no Disney+ em 4 de novembro de 2022, como um "Marvel Studios Special Presentation".

## Futuro
Em setembro de 2022, o co-produtor executivo Brian Gay disse que Werewolf by Night começaria a explorar uma variedade de monstros que existem no UCM há séculos, como obras de arte apresentadas no especial. Além disso, ele afirmou que a ideia era que esses monstros aparecessem em projetos futuros. Brian também explicou que o final do especial intencionalmente deixou Jack e Elsa "totalmente mudados" e em "um espaço que eles não esperavam encontrar", e sentiu que era o começo para seus personagens, mas não tinha certeza se eles retornariam. Feige disse que o especial apresentaria uma parte do UCM que se tornaria "bastante importante" para seu futuro.